# T1中場客運廊

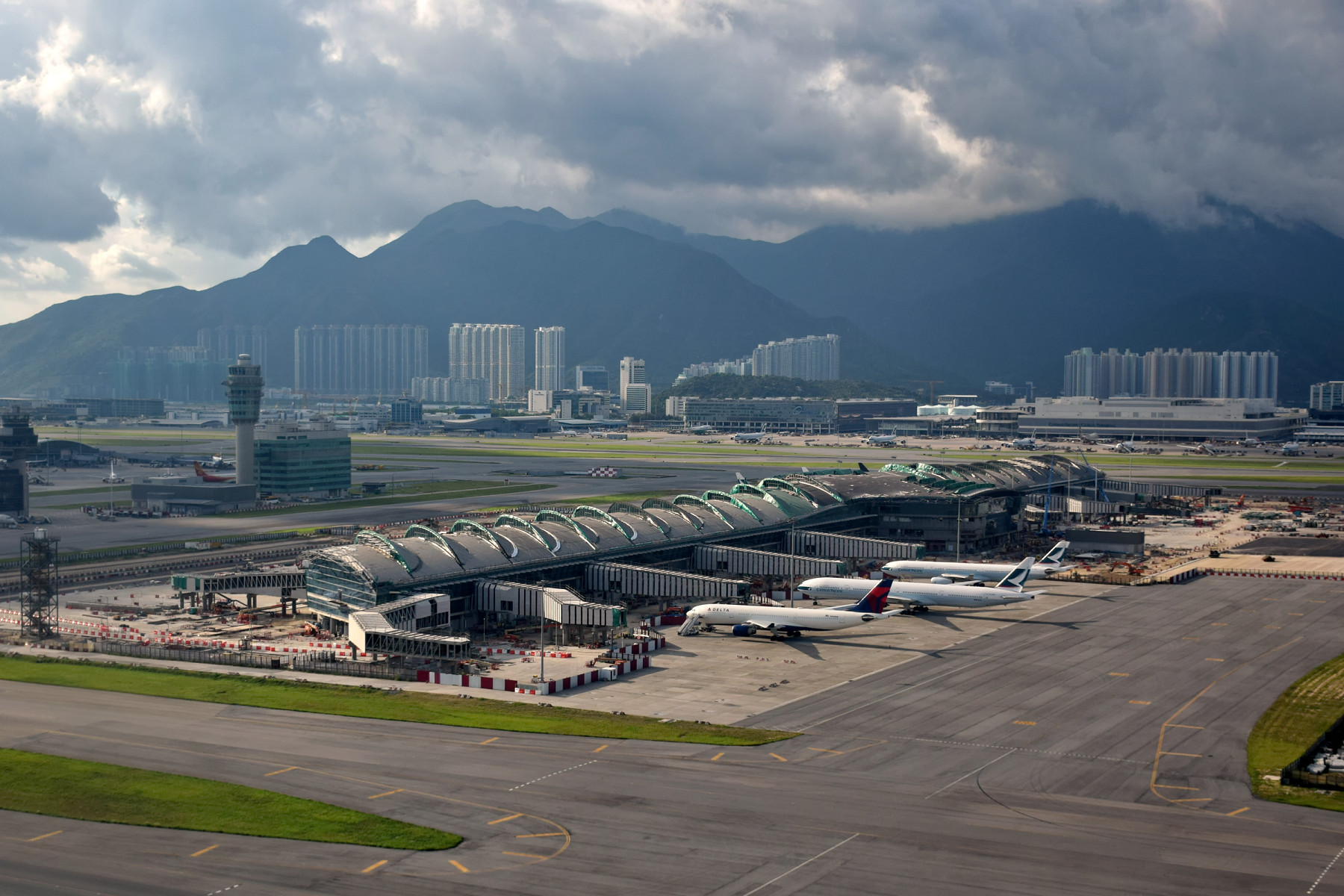
俯瞰香港國際機場中場客運廊

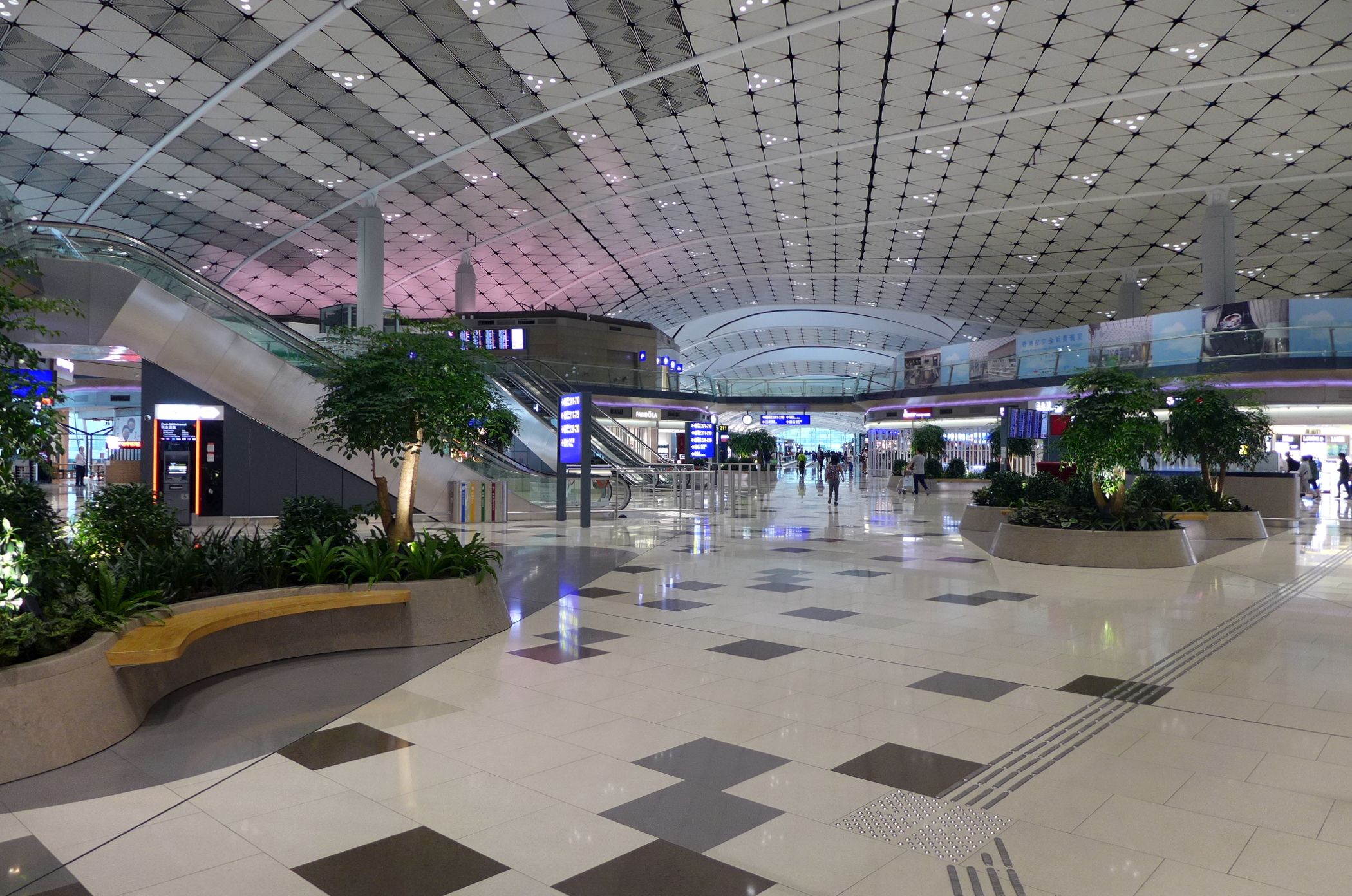
中場客運廊主中庭

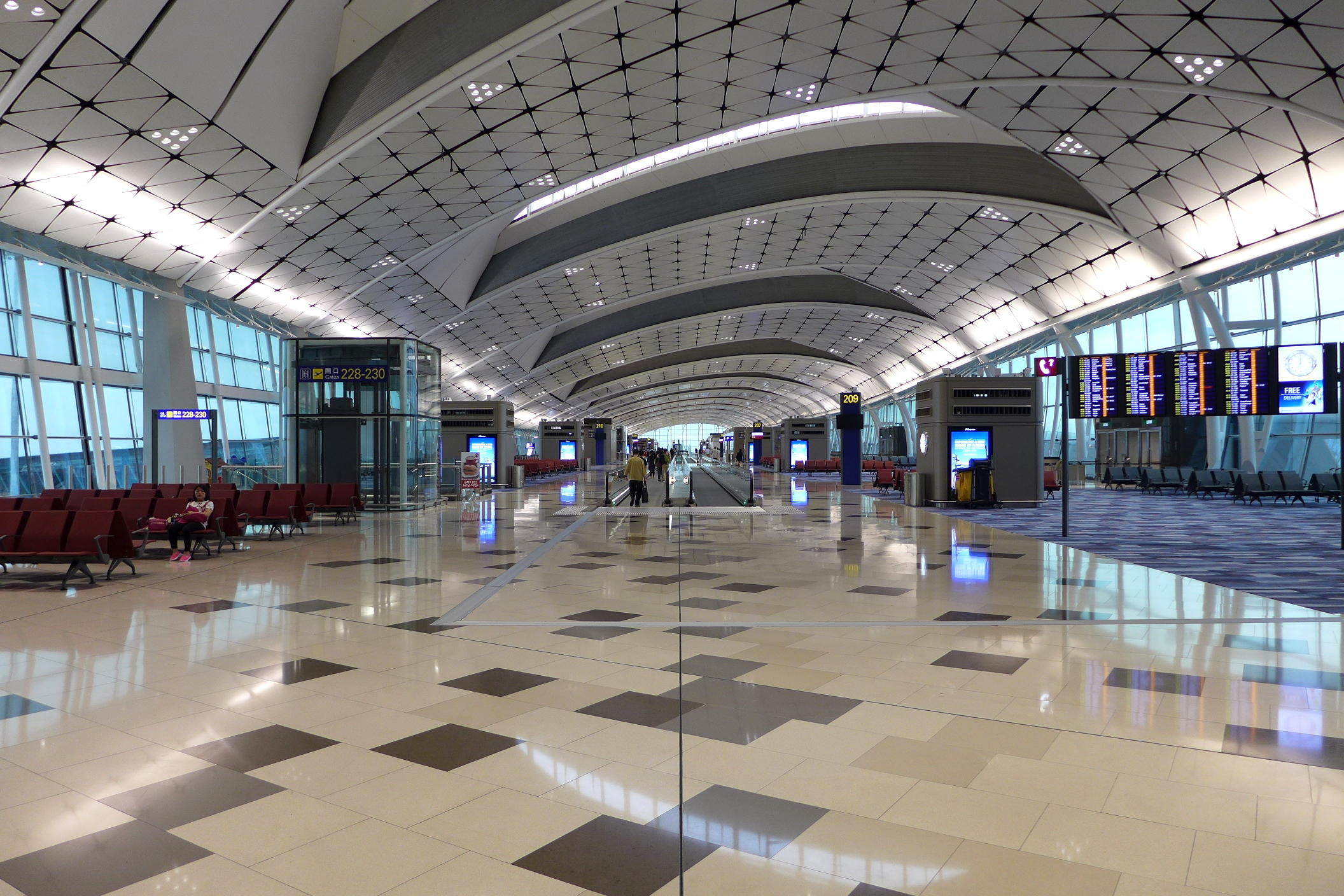
中場客運廊離港層候機廳，天花如波浪起伏般，並引入自然光線

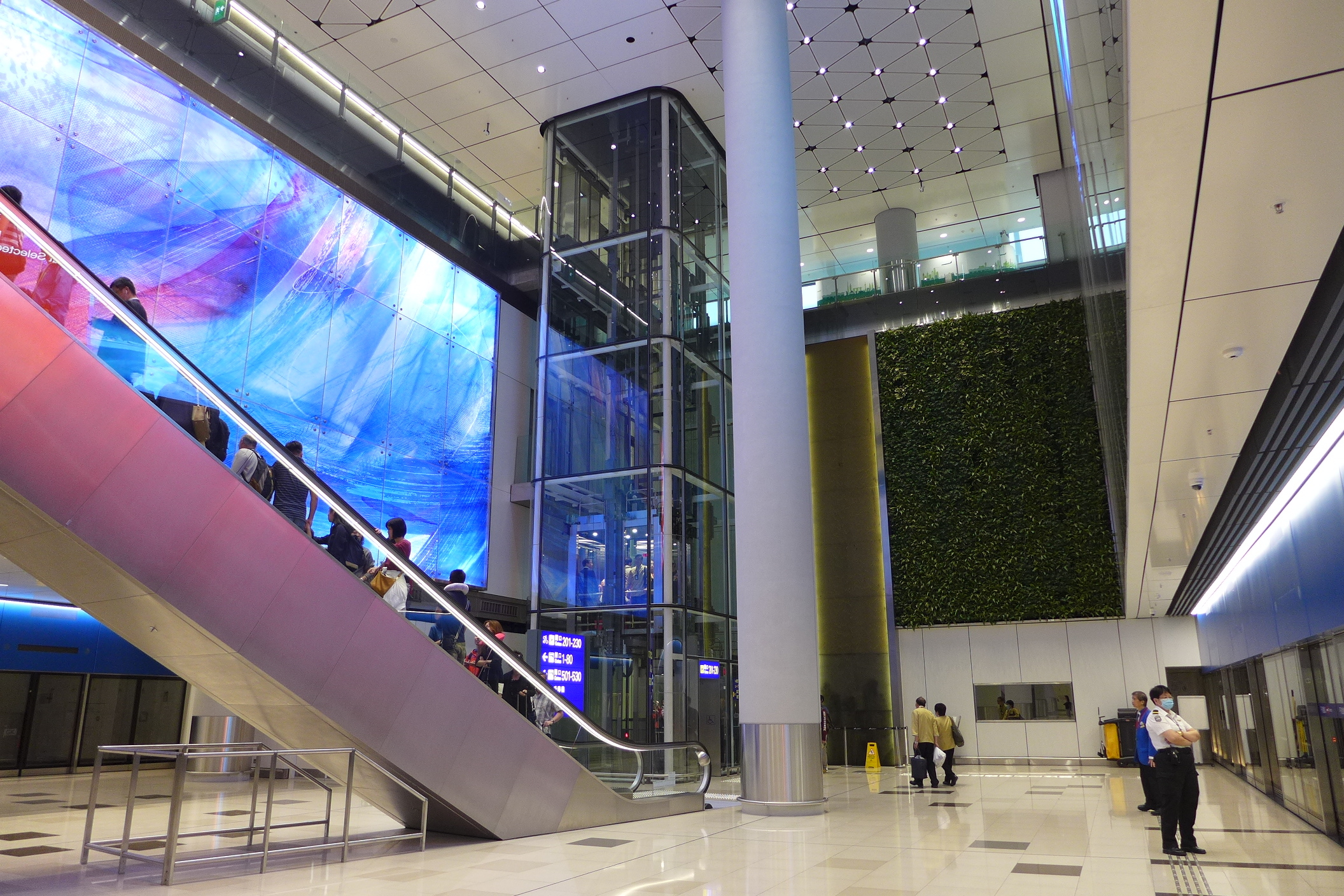
旅客捷運系統中場客運廊車站，外牆設垂直綠化及Graham Jones創作，寬8米、長達40米的巨幅藍色鑄造玻璃藝術牆

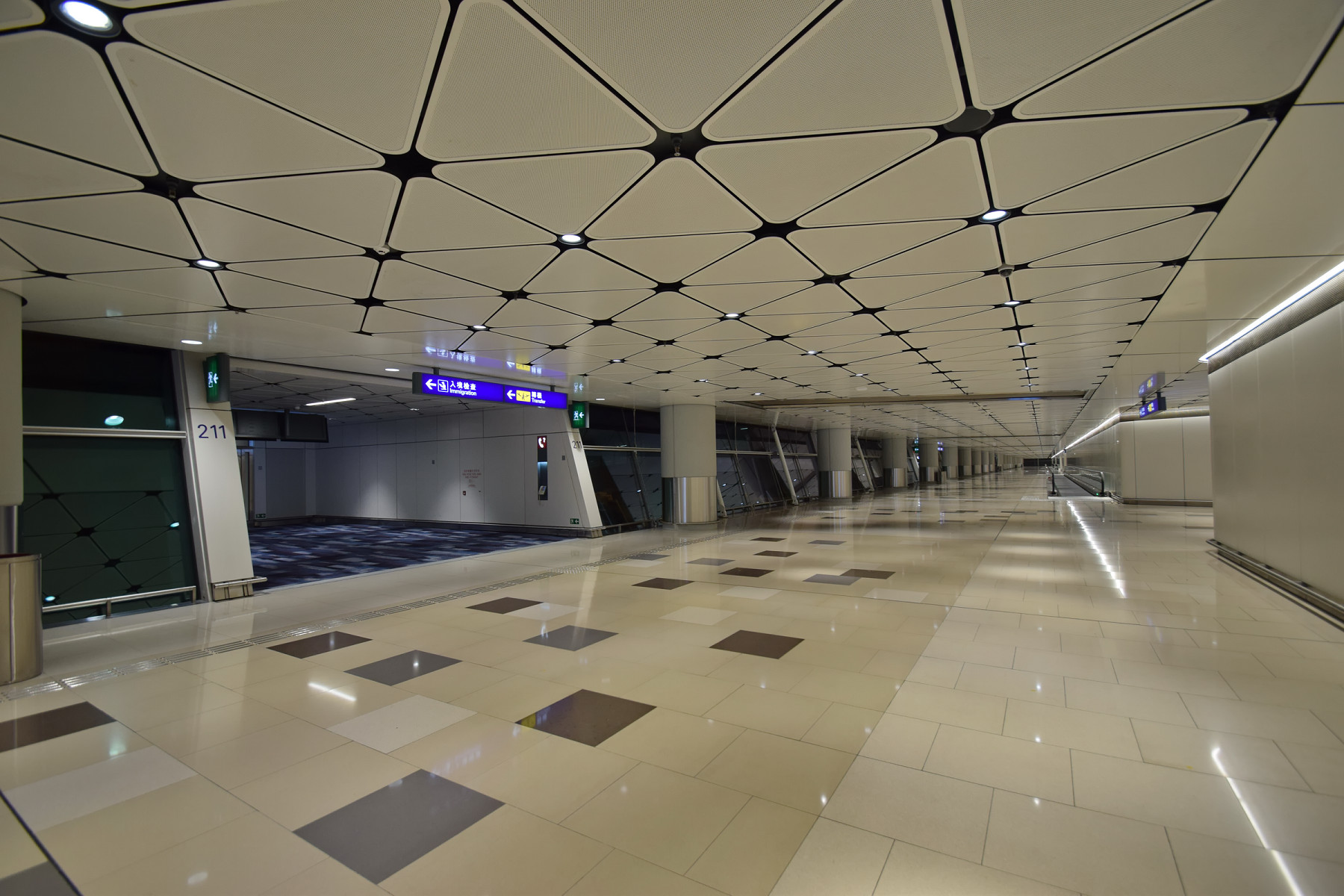
中場客運廊抵港層

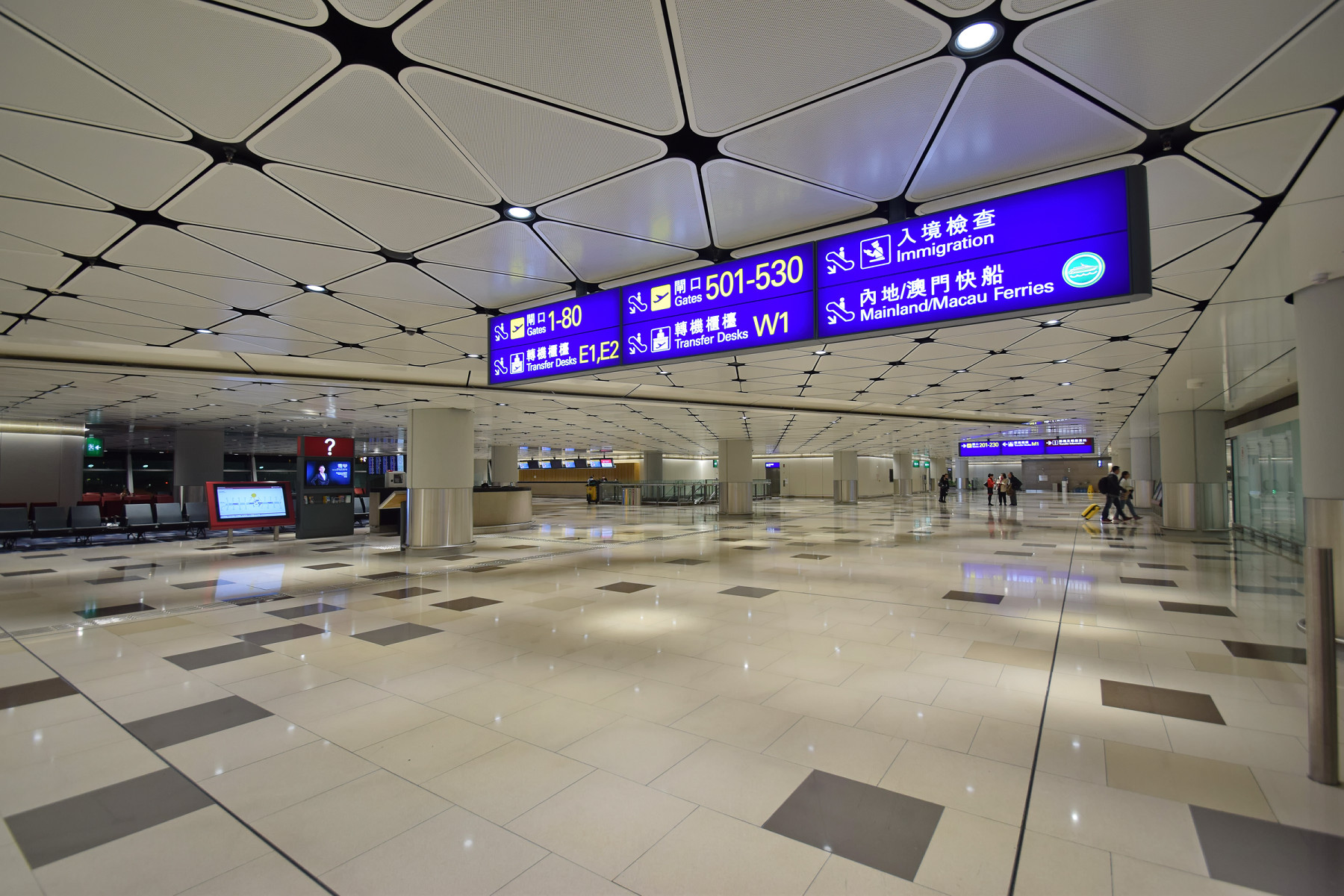
中場客運廊抵港層轉機櫃檯M1

T1中場客運廊（英語：T1 Midfield Concourse）位於香港新界赤鱲角香港國際機場一號客運大樓以西的中場範圍內，樓高5層，總面積達105,000平方米。中場客運廊根據《中場範圍發展計劃》於2011年動工，由凱達環球負責設計，金門建築為總承建商，項目耗資逾100億港元，2015年年底竣工，2015年12月28日局部啟用，2016年3月31日正式啟用。第一中場客運廊將會分爲南北兩翼，南翼設有9道登機橋及1個遙距停機位登機閘口，北翼則設有10道登機橋；共19個廊前停機位及1個遙距停機位登車處，所有廊前停機位附設登機橋（閘口201至219），包括兩個可容納空中巴士A380的停機位。候機區設有商舖、食肆及航空公司貴賓室。客運廊於營運初期，每年可以接待1,000萬人次的客運量。
中場客運廊獨立於機場客運廊的建築物，與一號客運大樓之間有飛機滑行道分隔，惟與同樣是獨立的北衛星客運廊不同，在中場客運廊啟用時，旅客捷運系統已由一號客運大樓延伸至中場客運廊，旅客可由一號客運大樓的底層乘無人駕駛列車前往中場客運廊的各登機閘口。於2021年3月下旬，經旅客捷運系統連接一號客運大樓的中場客運大樓重新命名為「T1中場客運廊」。

## 歷史
2011年1月，機場管理局宣布啟動中場範圍第一期（英語：Midfield development project Phase I）的發展計劃，計劃耗資70億港元，包括興建設有20個停機位的中場客運廊、一條跨場滑行道，以及伸延現有的旅客捷運系統，連接中場客運廊。建築工程於2011年第3季展開，帶來2000個就業機會，預定在2015年年底完成。同年12月9日，機場管理局舉行了動土儀式，由機管局主席張建東、運輸及房屋局局長鄭汝樺及機管局行政總裁許漢忠主持。
2014年11月25日下午，香港機場管理局為中場客運廊舉行平頂儀式。2015年12月28日，中場客運廊正式啟用，首班出發的航機為香港航空前往沖繩的航班HX658，唯啟用當天並未有安排傳媒採訪，只於航機起飛前在登機閘口215舉行啟航儀式，並要到2016年3月，中場客運廊才會全面投入運作。
2016年3月31日中場客運廊舉行開幕典禮，全面投入服務，由機管局主席蘇澤光、政務司司長林鄭月娥、運輸及房屋局局長張炳良及機管局行政總裁林天福主持，並有超過200名業務夥伴、政府官員、業界人士及其他嘉賓出席。
2020年3月13日起，因應新冠肺炎疫情導致香港往返各地的航班大幅減少，中場客運廊將暫停使用，所有航班轉往一號客運大樓的停機位上落。2020年8月18日起，中場客運廊改為用作衞生署的臨時樣本採集中心，由香港國際機場入境的人士，抵港後須立即前往該中心收集深喉唾液樣本以進行2019冠狀病毒病檢測，並留在該中心等候同日可完成的檢測結果，其後才可辦理入境手續。2023年10月17日，因應旅客人數上升而重開。

## 交通
中場客運廊透過旅客捷運系統與一號客運大樓連接，列車約每2分鐘一班，旅客捷運系統主綫貫通一號客運大樓東大堂、西大堂和中場客運廊，而另一備用輔助綫則連接西大堂和中場客運廊。

## 使用狀況
基於中場客運廊南面的登機閘口（213、215、217）已於啟用階段前完成工程，故這區域的登機閘口獲率先安排予香港航空優先使用。香港航空亦由客運廊啟用同日起安排每日數個航班使用此等閘口，成為首家進駐中場客運廊的航空公司。
隨著客運廊北面的205、207、209閘口、抵港旅客及停機坪配套設施於2016年初相繼落成，香港快運、捷星航空、樂桃航空、亞洲航空、宿霧太平洋航空亦於2月2日起開始使用全新的登機閘口，成為第二批使用中場客運廊的航空公司。
中場客運廊在2016年4月已全面投入運作，並主要負責基地航空公司香港航空的離港與抵港航班，及外地航空公司如漢莎航空、土耳其航空、維珍澳洲航空、馬來西亞航空等使用空中巴士A380、波音777及空中巴士A330廣體客機的航班。機管局行政總裁林天福表示，現時每日可處理230班航機及30,000客運量，而每年可處理達1,000萬人次客運量，相等於整體機場客量兩成。長遠有空間提升至每年可最高處理2000萬人次客量。
到2020年，中場客運廊因2019冠狀病毒病疫情導致旅客量減少而暫停使用，直至2023年10月17日重開，目前由香港航空、大灣區航空及部分香港快運與亞洲航空航班使用。

## 未來發展

### 原計劃
第二期和第三期工程已於2016年下半年動工，其中第二期將於2020年完工，屆時將增加10個登機橋泊位，而第三期將於2022年完工，屆時將增加24個登機橋泊位，使香港國際機場的總登機橋泊位增加至105個。

### 三跑道系統
隨著三跑道系統計劃落實，中場範圍餘下發展部分取消興建第二中場客運廊，並改為興建36個遠方停機坪以擴建貨運停機坪。

## 設施
中場客運廊樓高5層，總面積達10.5萬平方米，提供20個停機位，當中包括兩個可供A380飛機停泊的機位，設有登機橋泊位閘口201-219，及228-230遙距停機位閘口。客運大樓亦增設多項新設施，包括備有充電設施的座椅、躺椅設計的座椅和觀景台等。其中香港航空的中央轉機櫃檯及飛行報到中心也設在中場客運廊。
禁區：
- 1/F - 香港國際機場旅客捷運系統中場客運廊車站
- 2/F - 行李處理系統處理室
- 4/F - 離港層：登機閘口228-230（遙距停機位登車處）、政府部門及航空公司辦公室
- 5/F - 抵港層：政府部門及航空公司辦公室、轉機區、轉機櫃檯（M1）
- 6/F - 離港層：登機閘口201-219（皆為登機橋泊位）、候機廳、餐廳及商店
- 7/F - 離港層：香港航空貴賓室「遨堂」

## 環境保護
中場客運廊採用多種環境保護措施，包括在頂部安裝香港最大型、面積逾1,200平方米的太陽能光伏板，採用高性能的玻璃，以減少吸收逾40％的太陽熱量，從而節約空氣調節之耗電量。此外，中場客運廊亦將會回收從飛機排出來的廢水及雨水作為建築物的製冷水源，並且使用海水沖廁。

## 獎項
- 2011年Bentley「Be Inspired」建築資訊建模獎──校園、機場和軍事設施組別創新獎[17]

## 事件
2016年12月16日晚上10時許，中場客運廊裝修中的香港航空貴賓候機室突然起火，頂部的布幕被燒着後冒出熊熊火光，機場職員見此即時疏散附近旅客，天花自動灑水系統亦即時啟動。火警中暫無人傷，沒有航班受到影響。
2023年9月4日晚上9時許，登機橋懷疑因油壓系統問題傾倒，事件中無人受傷。

## 相關參見
- 中場範圍發展計劃